# Найман (Киргизстан)
Найман (кирг. Найман) — смт в Ноокатському районі, Ошська область, Киргизстан. Засноване в 1960-ті роки. З 1965 по 2012 рік було центром району. Населення 1 754 мешканців. 81,8% населення киргизи.

## Географія
Розташоване на висоті 1200 м над рівнем моря у південно-західній частині країни, у центрі Ноокатського району, 30 км на захід від районного центру міста Ноокат, 300 км на південний захід від столиці міста Бішкек, 30 км від залізничної станції Кизил-Кія.

### Клімат
Клімат континентальний, середня річна температура 12°С. Найспекотніший місяць липень (+26°C), найхолодніший — січень (-6°С). Рівень опадів у середньому 392 мм на рік. Найбільш дощовитий місяць квітень (59 мм опадів), а найсухіший — вересень (9 мм опадів).

## Населення
Станом на 2009 рік кількість мешканців 1 754 особи. З них:
| Національність | Частка,% |
| -------------- | -------- |
| киргизи        | 81,8     |
| росіяни        | 10,4     |
| узбеки         | 2,8      |
| інші           | 5        |

## Інфраструктура
У Наймані є дві середні школи, бібліотека, 3 дитячих садки, 2 поліклініки, амбулаторія, аптека, будинок побуту, базар.